# 58221 Boston
58221 Boston è un asteroide della fascia principale. Scoperto nel 1993, presenta un'orbita caratterizzata da un semiasse maggiore pari a 2,7723882 UA e da un'eccentricità di 0,1107011, inclinata di 9,89564° rispetto all'eclittica.